# キャンベル氏族

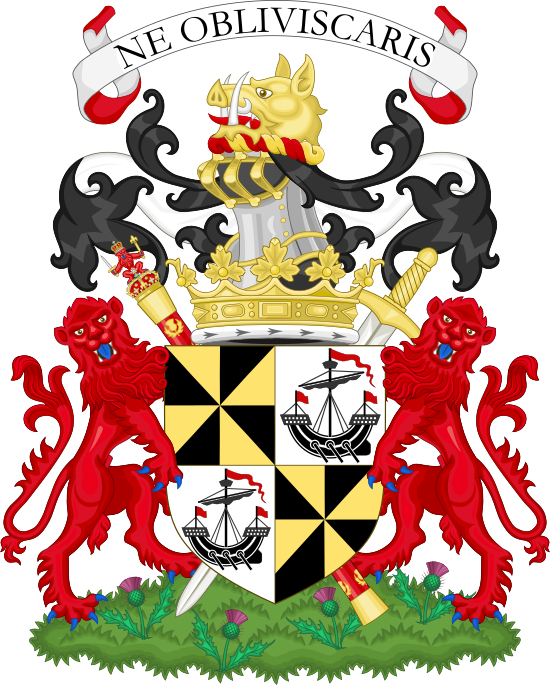
キャンベル氏族の長、アーガイル公爵の紋章

キャンベル氏族（Clan Campbell）は、スコットランドのハイランド地方最大の氏族のひとつである。ゲール語で「ゆがんだ口」を意味するCaim Beulが語源ともいわれるが、論争の余地がある。
文書にキャンベルの名が最初に出てくるのは11世紀後半で、人物としては1230年代のアーチボルト・キャンベルの名が見られる。13世紀の末にはアーガイル州に勢力を持ち、イングランドとの戦争時にはロバート1世を支持した。独立戦争の軍功によっておおいに富をえて、1380年にナイトに叙された。その後も着実に頭角をあらわしてゆき、1457年にコリン・キャンベルはアーガイル伯爵の地位を得た。17世紀にはアーガイル侯アーチボルト・キャンベルなど有力者を輩出し、スコットランドにおける最大の家門の1つとなった。
清教徒革命ではアーガイル侯はオリバー・クロムウェルを支持したが、王政復古後に断頭台に送られ処刑された。息子のアーチボルド・キャンベルは1685年にモンマス公ジェイムズ・スコットと組んで反乱を起こし（モンマスの反乱）、敗れて処刑されるも、孫のアーチボルド・キャンベルは公爵に昇格、第2代アーガイル公ジョン・キャンベルは1715年のジャコバイトの反乱鎮圧に参加して1719年にはグリニッジ公爵に叙せられ、1745年のジャコバイトの再度の反乱において第3代アーガイル公アーチボルド・キャンベルは政府軍に加わって参戦した。
キャンベル城は当初ステュアート家のものだったが、ステュアート家と婚姻関係を結んで下賜され、1489年にキャンベル城と名を改めた。清教徒革命でモントローズ侯ジェイムズ・グラハムはキャンベル城を攻めたが落とせず、逆に捕らえられ処刑された。王政復古後キャンベル城は燃やされたが、その後再建されキャンベル氏族の象徴となった。1948年、スコットランド歴史協会によって国有化されている。